# TNK (Studio)
K.K. TNK (jap. 株式会社ティー・エヌ・ケー, Kabushiki-gaisha Tī Enu Kē) ist ein japanisches Animations-Studio.

## Geschichte
Das Studio wurde am 29. Januar 1999 von Nagateru Katō gegründet, der zuvor bei Tatsunoko Production, Animate und Movic arbeitete. Es hatte damals noch die Rechtsform einer Yūgen-gaisha (GmbH) und wechselte 2006 zu einer nicht öffentlich gehandelten Kabushiki-gaisha (Aktiengesellschaft).
2000 erschien mit Hand Maid May das erste Werk des Studios. Mit Madhouse koproduzierten sie Magical Nyan Nyan Taruto, mit Shaft G-On Riders und mit AIC A.S.T.A. Lovedol – Lovely Idol.
Daneben unterstützen sich auch andere Studios bei deren Produktionen, wie AIC (Bamboo Blade, R-15, Shukufuku no Campanella und Sora no Otoshimono: Forte), Arms (Queen’s Blade, Samurai Girls), Artland (Happiness!), Asahi Production (Super Robot Taisen OG – Inspector), Dōgakōbō (11eyes), J.C.Staff (Hayate no Gotoku!!, Hikari to Mizu no Daphne), Studio Fantasia (Stratos 4) und Xebec (MM! und Softenni).

## Werke

### Fernsehserien
- 2000: Hand Maid May
- 2001: I My Me! Strawberry Eggs
- 2001: Magical Nyan Nyan Taruto
- 2002: G-on Riders
- 2002: UFO Princess Walküre
- 2003: Im Dienste Ihrer Majestät – Licensed by Royalty
- 2003: Mōzō Kagaku Series: Wandaba Style
- 2003: UFO Princess Walküre: Jūnigatsu no Yasōkyoku
- 2004: Kannazuki no Miko
- 2004: Ryūsei Sentai Musumetto
- 2006: Lovedol – Lovely Idol
- 2006: Rakugo Tennyo O-Yui
- 2007: Kyōshirō to Towa no Sora
- 2007: School Days
- 2008: Akane-iro ni Somaru Saka
- 2010: Ikki Tōsen: Xtreme Xecutor
- 2012: High School D×D
- 2013: High School D×D New
- 2014: Kenzen Robo Daimidaler
- 2014: Seirei Tsukai no Blade Dance
- 2015: High School D×D BorN

### Original Video Animations
- 2002: Cosplay Complex
- 2003: UFO Princess Walküre: Special
- 2004: UFO Princess Walküre: Deluxe
- 2005: Itsudatte My Santa!
- 2005: Papa to Kiss in the Dark
- 2005: UFO Princess Walküre: Seireisetsu no Hanayome
- 2006: UFO Princess Walküre: Toki to Yume to Ginga no Utage
- 2008: School Days – Magical Heart ☆ Kokoro-chan
- 2008: School Days – Valentine Days
- 2009: Akane-iro ni Somaru Saka: Hardcore

### Weitere Anime-Produktionen
- 2011: Busō Shinki: Moon Angel (Web-Anime)